# José María de Orbe y Elío
José María de Orbe y Elío (Irún, 6 de septiembre de 1776 - Francia, Burdeos, 21 de julio de 1850), III marqués de Valde-Espina, militar y político español. 

## Biografía
Nació en el Palacio de Arbelaiz, proveniente de familias de la nobleza vizcaína y guipuzcoana. Fue combatiente en la guerra de la Convención y en la Guerra de la Independencia Española, ambas contra los franceses. El gobierno liberal le desterró por su vinculación con los realistas.
Fue representante del señorío de Vizcaya en las Cortes en varias ocasiones. A la muerte de Fernando VII siguió la causa del pretendiente  Carlos V, a quien proclamó en la diputación de Vizcaya. Cuando don Carlos llegó a España tras su huida a Portugal y posterior viaje a Inglaterra, le nombró brigadier de infantería y miembro de la Junta Consultiva. Fue uno de los firmantes de la Circular de la Diputación de Vizcaya del 7 de septiembre de 1834 sobre la confirmación de los Fueros del Señorío por Real Decreto de Carlos V.
En 1838, poco antes del pacto de Vergara obtuvo el grado de Mariscal de Campo además de ser nombrado ministro de la Guerra y I duque de la Confianza.
Contrario a la firma del Convenio de Vergara, participó en intrigas en favor de la continuación de la guerra y se vio obligado a exiliarse en Francia, donde falleció en 1850.